# Mister Autriche
 (mars 2016).
Si vous disposez d'ouvrages ou d'articles de référence ou si vous connaissez des sites web de qualité traitant du thème abordé ici, merci de compléter l'article en donnant les références utiles à sa vérifiabilité et en les liant à la section « Notes et références ».
Mister Autriche, est un concours de beauté masculine, destiné aux jeunes hommes de l'Autriche.

## Les misters
- 1996, Helmut Strebl Reutte
- 1997, Andreas Sappl
- 1998, Gerald Suitner
- 1999, Bernd Winterleitner
- 2000, Martin Fritz
- 2001, Manuel Rauner
- 2002, Michael Schuller
- 2003, King David Hofer
- 2004, Dejan Krstovic
- 2005, Matthias Thaler
- 2006, Emanuel Burger
- 2007, Stefan Köb Wolfurt